# Christia vespertilionis
Christia vespertilionis — вид рослин родини бобові (Fabaceae).

## Будова
Рослина вистою до 1 м. Має струнке довге стебло. Пурпурове листя рослини має смуги та схоже на метеликів. Вночі листя складається. Квітки маленькі білі, виростають на вершині пагонів.

## Поширення та середовище існування
Росте у тропіках Азії: Камбоджа, Китай, Індонезія, Таїланд, В'єтнам.

## Практичне використання
Вирощується як декоративна рослина.

## Галерея

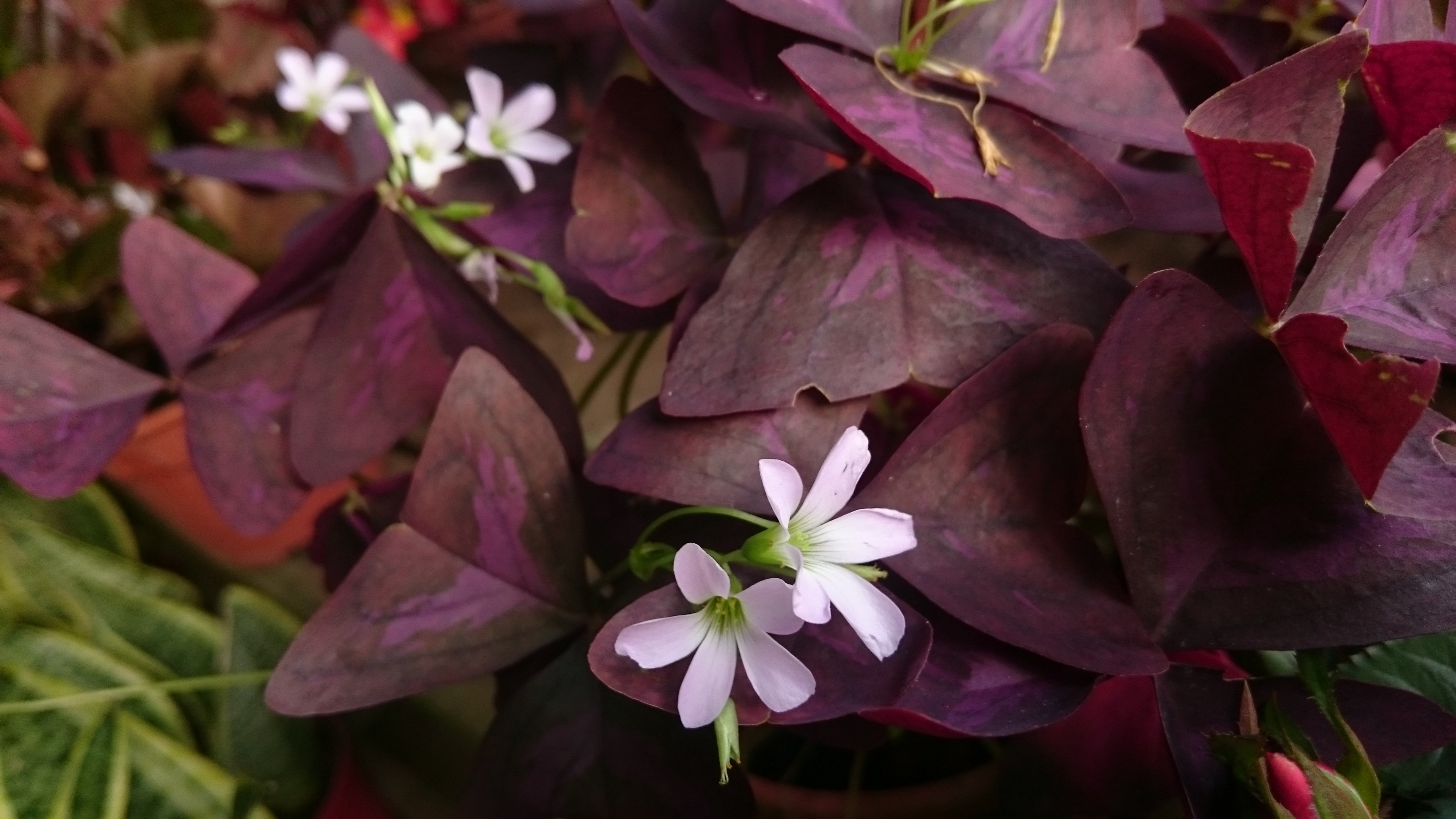
Квіти
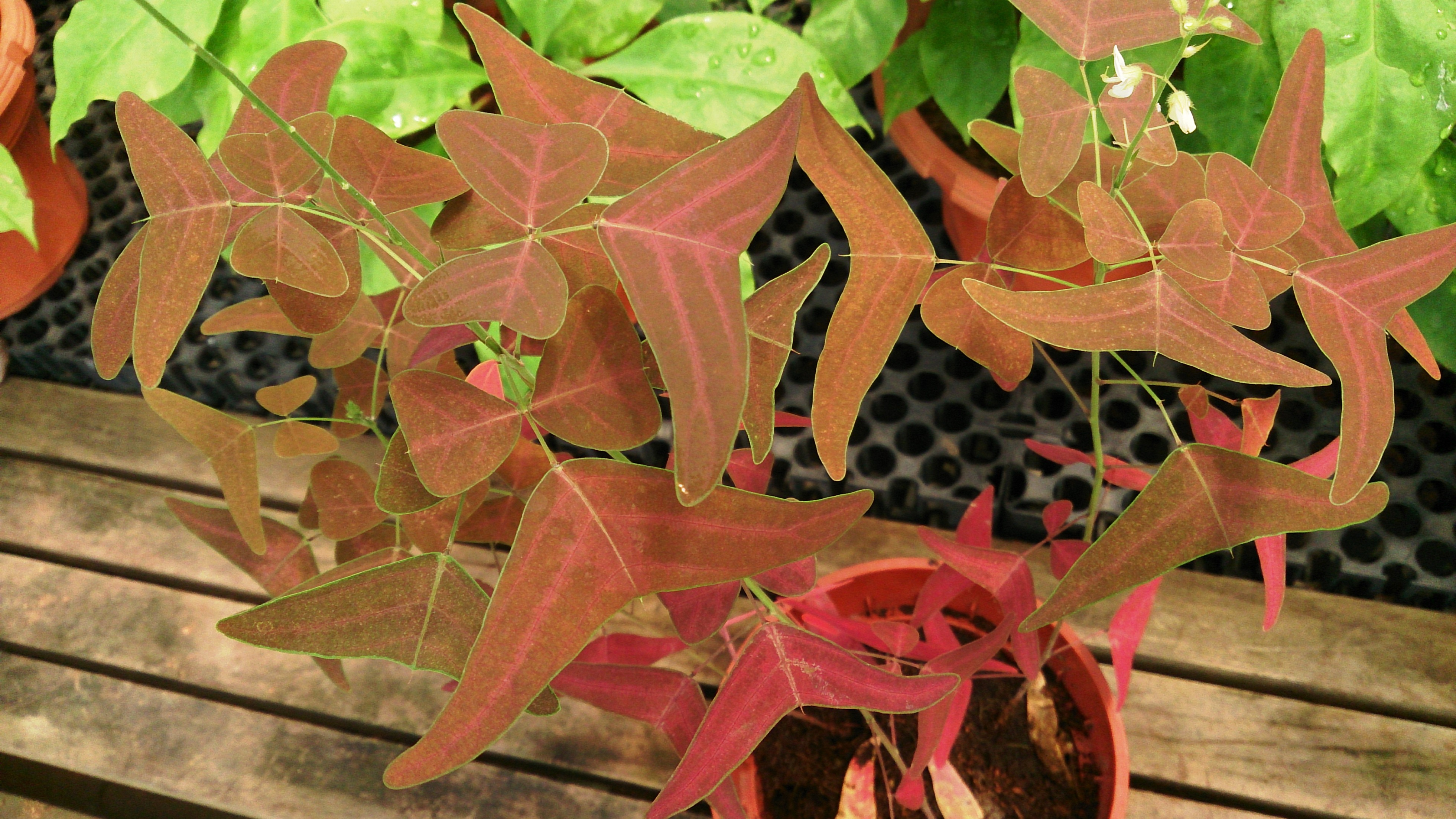
Листя